# Argyrolagidae
Argyrolagidae (лат.) — семейство вымерших растительноядных млекопитающих из клады метатериев. Их ископаемые остатки известны с верхнего эоцена по плейстоцен на территории Южной Америки (Перу, Чили, Боливия и Аргентина).
Судя по строению скелета, они напоминали современных тушканчиков или кенгуру. Передвигались прыжками на мощных задних конечностях, а длинный тяжелый хвост служил им балансиром. Устройство черепа этих животных было крайне своеобразным: глазницы очень крупные и сдвинуты очень далеко назад. Нос продолжается костной трубкой, выступающей значительно дальше рта. В каждой челюсти по две пары крупных резцов, в верхней челюсти медиальные резцы немного меньше и загнуты вниз и назад, а в нижней челюсти они крупнее и загнуты вперед и вверх. За резцами есть диастема, а за ней в верхней и нижней челюсти ряд из пяти столбчатых зубов, сидящих вплотную друг к другу. Зубы непрерывно росли по мере стирания, у них не бывает замкнутых корней.

### Классификация
По данным сайта Paleobiology Database, на август 2024 года к семейству относят следующие роды и виды:
- †Anargyrolagus Carlini et al., 2007
  - †Anargyrolagus primus Carlini et al., 2007
- †Argyrolagus Ameghino, 1904
  - †Argyrolagus palmeri Ameghino, 1904
  - †Argyrolagus parodii Ameghino, 1904
  - †Argyrolagus rusconii Goin et al., 2000
  - †Argyrolagus scagliai Simpson, 1970
- †Hondalagus Villarroel and Marshall, 1988
  - †Hondalagus altiplanensis Villarroel and Marshall, 1988
- †Klohnia Flynn and Wyss, 1999
  - †Klohnia charrieri Flynn and Wyss, 1999
  - †Klohnia major Goin et al., 2010
- †Microtragulus Ameghino, 1904
  - †Microtragulus argentinus Ameghino, 1904
  - †Microtragulus bolivianus Hoffstetter and Villarroel, 1974
  - †Microtragulus catamarcensis Kraglievich, 1931
  - †Microtragulus reigi Simpson, 1970
- †Proargyrolagus Wolff, 1984
  - †Proargyrolagus argentinus Goin and Abello, 2013
  - †Proargyrolagus bolivianus Wolff, 1984